# Улица Айвазовского (Севастополь)
У́лица Айвазо́вского — находится в Ленинском районе города Севастополь. Расположена между Проспектом Нахимова и набережной Корнилова.

## Происхождение названия
Названа 22 декабря 1954 года в честь художника Ивана Константиновича Айвазовского, побывавшем в осажденном Севастополе в период Крымской войны в 1854 г. Впоследствии он последствии он посвятил городу-герою такие работы как «Вход в Севастопольскую бухту», «Осада Севастополя», «Взятие Севастополя», «Русская эскадра на Севастопольском рейде», «Севастопольский рейд», «Севастополь», «Место, где был смертельно ранен адмирал Корнилов».
До 1954 года улица носила названия Рыбная, Молочная и Молочный ряд.

## Здания и сооружения
по нечётной стороне:
- Дом 3 — Кафе "Вареничная «Победа»

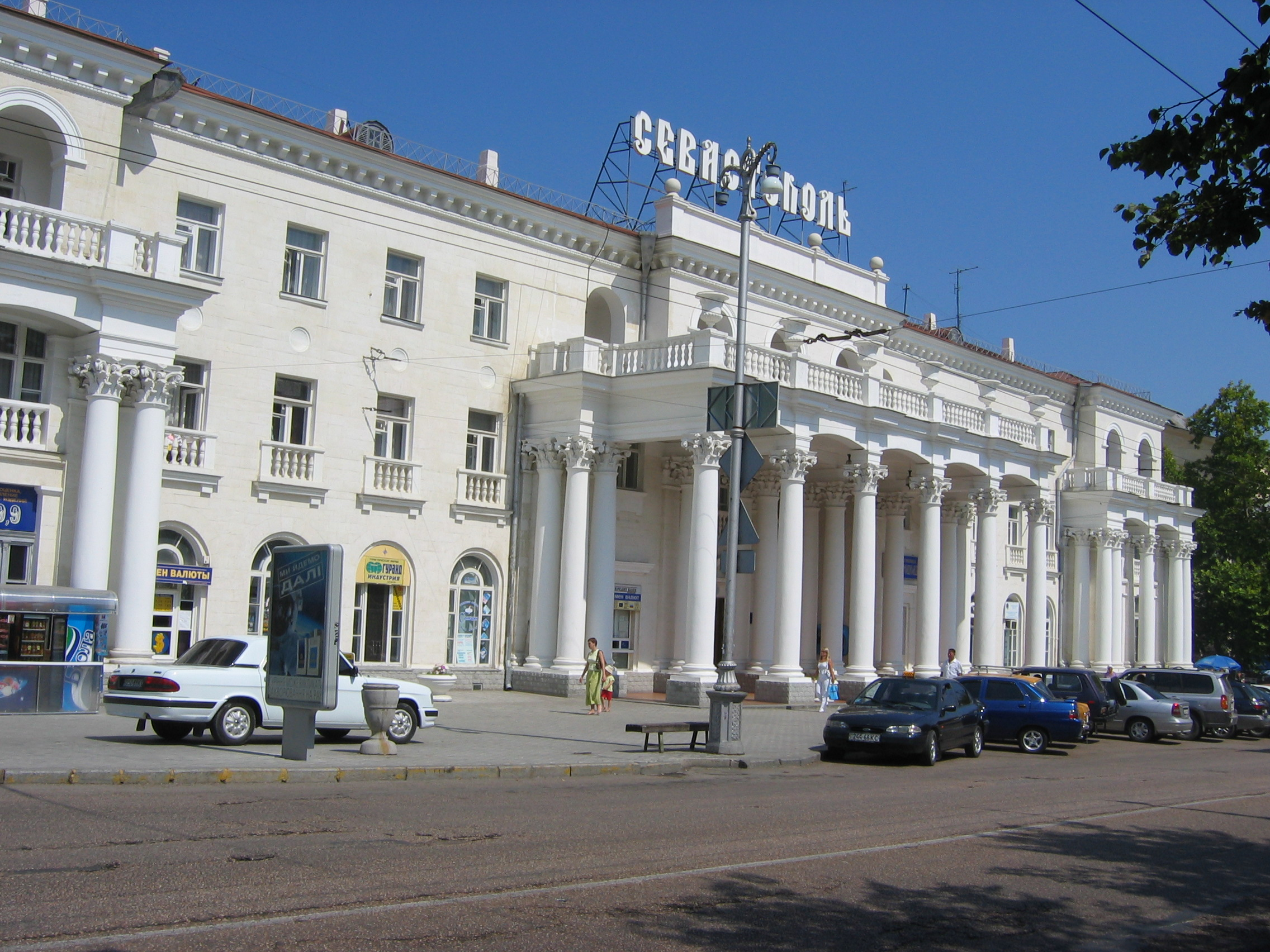
Гостиница «Севастополь»

- Дом 5 — бывшая швейная фабрика им. Нины Ониловой, сейчас находится фирменный магазин фабрики. Далее по улице расположено Кафе «Айва».
- Дом 7 — жилой дом, с внешней стороны находится ряд кафе общественного питания.

по чётной стороне:
- Гостиница «Севастополь», несколько кафе общественного питания.